# Igor Zhelezovski
Igor Nikolaïévitch Jelezovski (en russe : Игорь Николаевич Железовский, Igor Nikolaïevitch Jelezovski) (né le 1er juillet 1963 à Orcha en Biélorussie - 12 juin 2021) est un ancien patineur de vitesse, considéré comme l'un des meilleurs sprinteurs de tous les temps, d'où son surnom « Igor le Terrible ». 

## Biographie
Au départ, concourant pour l'Union soviétique, puis pour la C.E.I puis finalement pour la Biélorussie, Jelezovski devient champion du monde de sprint six fois, ce qui est un record. À l'époque soviétique, il s'est entraîné à la société sportive des forces de l'armée à Minsk.
Igor Jelezovski remporte la médaille d'argent des championnats du monde en combiné junior en 1982. Se spécialisant dans le sprint ensuite, il devient champion du monde de sprint en 1985, 1986, 1989, 1991, 1992, et 1993. Il finit à la huitième place en 1987, juste après avoir récupéré d'une maladie et décide d'ignorer les championnats de 1988 pour préparer les Jeux olympiques d'hiver de Calgary la même année. Ces Jeux, cependant, se sont avérés être une déception pour lui puisqu'il finit sixième sur le 500 m, troisième sur sa distance de prédilection, le 1 000 m et quatrième sur le 1 500 m. Les deux autres championnats du monde du sprint où il participe en 1990 et en 1994, il finit respectivement à la troisième et sixième place.
Après l'éclatement de l'URSS, il concourt pour la Biélorussie lors de ses deux dernières saisons et il est le porte-drapeau du pays lors des Jeux olympiques d'hiver de 1994. Après avoir pris sa retraite sportive en 1994, Jelezovski devient président de la fédération de patinage de Biélorussie, un poste qu'il occupera plusieurs années.

## Médailles
| Championnats                         | Médaille d'or                                | Médaille d'argent | Médaille de bronze          |
| Jeux olympiques d'hiver              | –                                            | 1994 (1 000 m)    | 1988 (1 000 m)              |
| Championnats du monde de sprint      | 1985 1986 1989 1991 1992 1993                | –                 | 1990                        |
| Coupe du monde                       | 1991 (1 000 m) 1992 (1 000 m) 1993 (1 000 m) | –                 | 1993 (500 m) 1994 (1 000 m) |
| Championnats du monde combiné junior | –                                            | 1982              | –                           |
| Sprint soviétique                    | 1985 1986 1989 1990 1991                     | –                 | 1984                        |

## Records du monde
Au cours de sa carrière, Jelezovski a battu quatre records du monde dont un qui égalise celui de Pavel Pegov sur le 1 000 m :
| Épreuve     | Résultat      | Date            | Lieu       |
| ----------- | ------------- | --------------- | ---------- |
| 1 500 m     | 1 min 54 s 26 | 26 mars 1983    | Medeo      |
| 1 500 m     | 1 min 52 s 50 | 5 décembre 1987 | Calgary    |
| 1 000 m     | 1 min 12 s 58 | 25 février 1989 | Heerenveen |
| Combinaison | 145,945       | 26 février 1989 | Heerenveen |

## Records personnels
La colonne RM indique les records du monde officiels sur les dates auxquelles Jelezovski a fait ses records personnels.
| Épreuve     | Résultat       | Date             | Lieu       | RM             |
| ----------- | -------------- | ---------------- | ---------- | -------------- |
| 500 m       | 36 s 49        | 21 décembre 1985 | Medeo      | 36 s 57        |
| 1 000 m     | 1 min 12 s 58  | 25 février 1989  | Heerenveen | 1 min 12 s 58  |
| 1 500 m     | 1 min 52 s 50  | 5 décembre 1987  | Calgary    | 1 min 52 s 70  |
| 3 000 m     | 4 min 12 s 85  | 9 janvier 1988   | Davos      | 3 min 59 s 27  |
| 5 000 m     | 7 min 09 s 84  | 25 mars 1983     | Medeo      | 6 min 54 s 66  |
| 10 000 m    | 15 min 40 s 82 | 26 mars 1983     | Medeo      | 14 min 23 s 59 |
| Combinaison | 166,201        | 26 mars 1983     | Medeo      | 162,973        |

Note : Le record personnel de Jelezovski sur le 500 m n'a pas été reconnu comme un record du monde par l'International Skating Union (ISU).
Jelezovski a un score de Adelskalender de 164.015 points.